# 23743 Toshikasuga
23743 Toshikasuga è un asteroide della fascia principale. Scoperto nel 1998, presenta un'orbita caratterizzata da un semiasse maggiore pari a 2,2886493 UA e da un'eccentricità di 0,1476597, inclinata di 6,24225° rispetto all'eclittica.